# Amadeus III van Genève
Amadeus III van Genève (29 maart 1311 – 18 januari 1367) was van 1320 tot aan zijn dood graaf van Genève.

## Levensloop
Amadeus III was de oudste zoon van graaf Willem III van Genève en diens echtgenote Agnes, dochter van graaf Amadeus V van Savoye. In 1320 volgde hij zijn vader op als graaf van Genève.
In 1320 brandde het kasteel en de stad van Annecy af, waar de graven van Genève resideerden. Amadeus resideerde hierdoor tot in 1322 in La Roche-sur-Foron, de eerdere residentie van de graven van Genève, waarna hij terugkeerde naar Annecy. In 1325 vocht hij aan de zijde van dauphin Guigo VIII van Viennois in de Slag bij Varey tegen graaf Eduard van Savoye. In 1326 wist koning Karel IV van Frankrijk een vergelijk tussen beide graven te bereiken, met de bedoeling steun te krijgen voor zijn veldtocht in Vlaanderen. Uiteindelijk kwam het tot een definitieve vrede tussen het huis Genève en het huis Savoye toen Eduards broer Aymon in 1329 graaf van Genève werd.  
Rond het jaar 1360 werden de graafschappen Genève en Savoye door keizer Karel IV uit de suzereiniteit van het koninkrijk Bourgondië gehaald en direct in het Heilige Roomse Rijk geïntegreerd. Ook mocht Amadeus zich bij rechtsstrijdigheden rechtstreeks tot de keizer wenden. Bovendien was hij de enige graaf van Genève die het recht bezat om eigen munten te slaan.

## Huwelijk en nakomelingen
In 1334 huwde Amadeus met Mathilde van Auvergne, dochter van graaf Robert VII van Auvergne. Ze kregen twaalf kinderen:
- Aymon III (overleden in 1367), graaf van Genève
- Amadeus IV (overleden in 1369), graaf van Genève
- Jan (overleden in 1370), graaf van Genève
- Peter (overleden in 1392), graaf van Genève
- Robert (1342-1394), graaf van Genève en tegenpaus Clemens VII
- Maria, huwde in 1361 met graaf Jan II van Chalon-Arlay en in 1366 met Humbert VII van Thoire-Villars
- Blanche (overleden in 1420), huwde in 1363 met Hugo II van Chalon-Arlay
- Johanna (overleden in 1389), huwde in 1358 met Raymond V van Les Baux, prins van Orange, prins van Orange
- Yolande (overleden voor 1363), huwde met burggraaf Aimery VI van Narbonne
- Catharina (overleden in 1407), huwde in 1380 met vorst Amadeus van Piëmont
- Agnes, werd kloosterzuster
- Louise, huwde met heer Willem III van Saint-Georges

## Voetnoten
1. ↑  (fr) Gagnebin, Bernard (1963). Le livre d'heures d'Agnès de Savoie, comtesse de Genève. Genava: revue d'histoire de l'art et d'archéologie 11: 318–319. DOI: 10.5169/seals-727980.